# Середняк

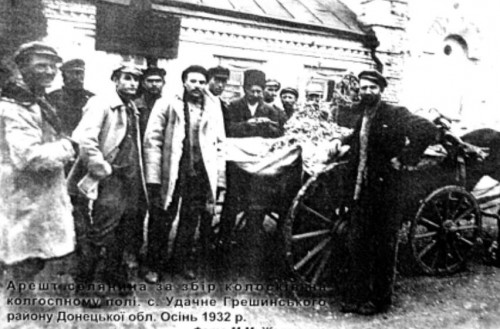
Арешт середняка і збір колосків на колгоспному полі, село Удачне Донецької області

Середняки — одна із трьох верств селянства за триступеневою градацією, використовуваною більшовиками до завершення суцільної колективізації сільського господарства (бідняки — середняки — куркулі). Соціальна диференціація селянства була закономірним наслідком його переходу зі стану в клас суспільний під впливом розвитку ринкових відносин.
Феномен «чорного переділу» засвідчував визрівання на селі соціальних суперечностей, хоча зростаюча земельна й майнова нерівність не усувала спільних інтересів, притаманних селянству як класу.
Триступенева градація не мала статистично чітких критеріїв.
До наймитів та бідняків зараховувалися малоземельні та безземельні селяни, які не могли прогодувати сім'ю за рахунок власного господарства, а тому наймалися працювати в сусідів або шукали додаткового заробітку поза місцем проживання. До заможних селян відносилися ті, хто використовував найману працю і мав солідні товарні лишки продукції.
Середняки розташовувалися посередині між заможними та бідняцькими верствами. Вони могли за сприятливих обставин виробляти товарну продукцію, але в невеликих кількостях.

## Чорний переділ
За розрахунками М. Рубача, які стосувалися України, 1917 бідняки складали 57,1 % господарств і мали у своєму розпорядженні 10,0 % використовуваних земель. Питома вага заможних селян складала 12,2 % господарств, а їхня частка в землекористуванні становила 37,8 %. Питома вага С. складала 29,9 % господавств, а їхня частка в землекористуванні — 26,5 % (поміщикам належало 22,3 % земель, державі, уділу і Церкві — 3,4 %). Здійснений радянською владою під тиском основної частини селян «чорний переділ» радикально змінив структуру землекористування в сільському господарстві. За даними, наведеними В.Калініченком по Україні 1927, бідняки складали 23,7 % селянських господарств і користувалися 14,2 % земель. Питома вага заможних господавств складала 4,0 %, а частка їх у землекористуванні — 7,5 %. Питома вага С. становила за числом господавств 72,3 %, а частка в землекористуванні — 78,3 %.

## Репресії
Одразу після приходу до влади В.Ленін визначив ставлення більшовиків до селян чіткою максимою: «трудовому селянину треба допомогти, середнього не скривдити, багатого примусити». «Допомога» виявилася в нацьковуванні бідних селян на заможних під час здійснення продрозкладки, аграрної реформи, оподаткування і колективізації. Якщо середняки солідаризувалися з більш заможними верствами села, відстоюючи свої власні й загальноселянські інтереси під час цих кампаній, вони потрапляли під прес репресій як «підкуркульники» або «куркулі».